# Melica subulata
Melica subulata är en gräsart som först beskrevs av August Heinrich Rudolf Grisebach, och fick sitt nu gällande namn av Frank Lamson Scribner. Melica subulata ingår i släktet slokar, och familjen gräs. Inga underarter finns listade i Catalogue of Life.

## Bildgalleri

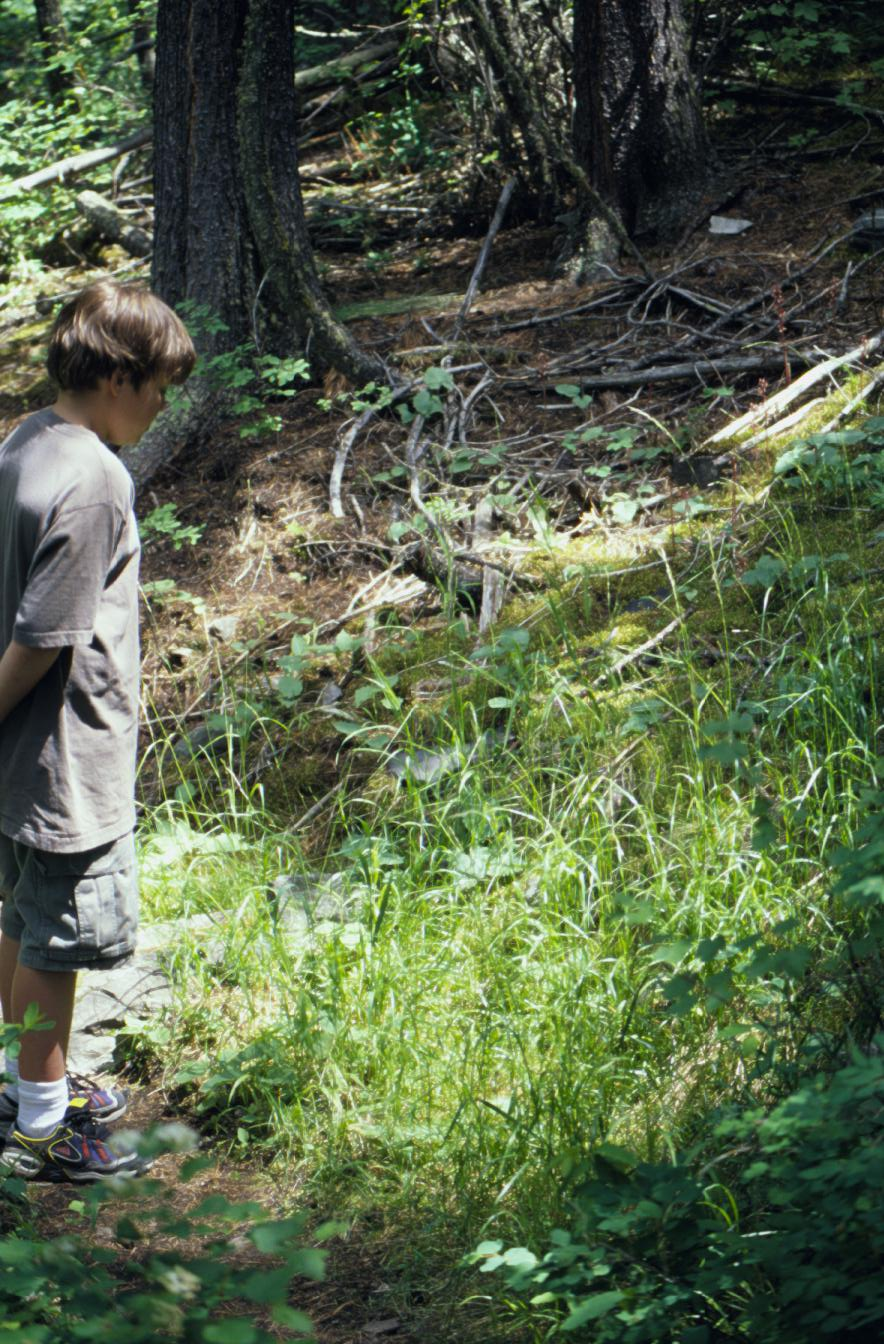
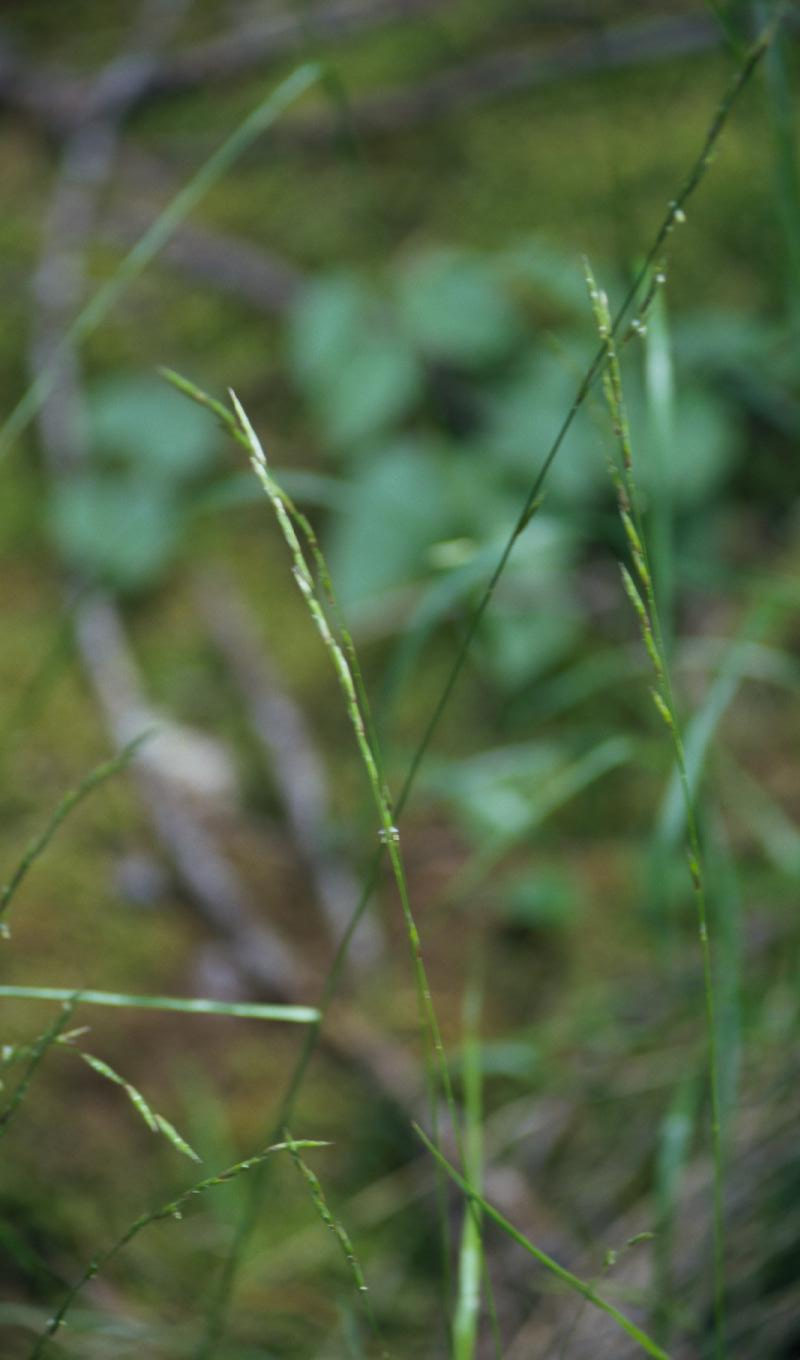